# Вулька-Лесьовська
Вулька-Лесьовська (пол. Wólka Lesiowska) — село в Польщі, у гміні Ястшембія Радомського повіту Мазовецького воєводства.

## Населення
- 249 осіб (2011[1]).

## Історія
У 1975-1998 роках село належало до Радомського воєводства.

## Демографія
Демографічна структура станом на 31 березня 2011 року:
|          | Загалом | Допрацездатний вік | Працездатний вік | Постпрацездатний вік |
| -------- | ------- | ------------------ | ---------------- | -------------------- |
| Чоловіки | 130     | 40                 | 83               | 7                    |
| Жінки    | 119     | 28                 | 72               | 19                   |
| Разом    | 249     | 68                 | 155              | 26                   |